# Liste der Monuments historiques in La Chapelle-aux-Bois
Die Liste der Monuments historiques in La Chapelle-aux-Bois führt die Monuments historiques in der französischen Gemeinde La Chapelle-aux-Bois auf.

## Liste der Objekte
| Bezeichnung | Beschreibung          | Standort                        | Kennzeichnung | Schutzstatus | Datum | Bild |
| ----------- | --------------------- | ------------------------------- | ------------- | ------------ | ----- | ---- |
| Glocke      | Bronze, 1780 gegossen | in der Kirche St-Romaric (Lage) | PM88000109    | Classé       | 1922  |      |
| Glocke      | Bronze, 1730 gegossen | in der Kirche St-Romaric (Lage) | PM88000110    | Classé       | 1922  |      |